# كارجاس
كارجاس «الغاز الطبيعي للسيارات» أو (بالإنجليزية: NGV - Natural Gas For Vehicles)‏ هي إحدى شركات قطاع البترول المصري, والتي تأسست عام 1995 لكي تعمل في مجال تحويل وتموين السيارات بمختلف أنواعها للعمل بالغاز الطبيعي كوقود إضافي للسيارات، وهي أول شركة في مصر والشرق الأوسط وأفريقيا في هذا المجال.

## نشاط الشركة
- إنشاء محطات تموين السيارات بالغاز الطبيعي المضغوط.
- تحويل السيارات للعمل بالغاز الطبيعي.

## المساهمين
يساهم في رأسمال الشركة كل من:-
- البريطانية للبترول : 40%
- غاز مصر: 40%
- إنبي - الهندسية للصناعات البترولية والكيماوية : 20%

## رؤساء الشركة
- هشام الصفتي.[1]
- طارق الدجوى.[2]
- فؤاد رشاد.[3]
- محمود بدران.[4]
- يحيى الريدي.